# 代書屋
代書屋（だいしょや）、代書業（だいしょぎょう）は、本人の代理で書類や手紙などの代筆を行う職業。

## 歴史
近世以前は識字率が低く、専門書類などの作成に代書人が用いられた。武家の多くは書札礼など文章作成に精通した右筆を抱えており、公文書の作成などを任せていた。
日本では江戸時代に、非公認の代書業として公事師や奉行所公認の代書業である公事宿が存在した。明治政府は近代司法制度導入に伴い1872年（明治5年）に司法職定制代書人制度を定め、現在は裁判所など司法関連書類は司法書士が扱う。行政機関などの提出書類は、明治30年代後半の警視庁令、各府県令、1920年（大正9年）内務省令代書人規則などで法制化され、現在は1951年（昭和26年）に行政書士法が制定されて行政書士が扱う。

## 現代の代筆屋
契約書などを代筆する行為は、当事者の法律行為となる意思表示を代書して処分証書または権利義務書類となる書証を作成する行為である。落語『代書』に語られる履歴書のように事実を記載する書類の代筆は、当事者の事実証明書類となる報告証書を作成する行為である。法律に隣接する行為･作業であることから司法書士と行政書士は隣接法律専門職（士業）の一種とされる。
障害者の権利に関する条約に対応した公職選挙法第48条（代理投票）の規定により、選挙の投票時に候補者の氏名を自書できない障害を有する人などは他者に代筆投票を依頼することができる。
大学入試センター試験は、肢体不自由な受験生に代筆と試験時間追加など措置する場合がある。